# Moon City
Moon City – trzeci album polskiego gitarzysty Piotra Wójcickiego, wydany 16 marca 2015 przez Andante Media (numer katalogowy - 0825646142170, dystrybucja - Warner). Okładka przedstawia właśnie "Księżycowe miasto", obraz współczesnego polskiego artysty Tomasza Sętowskiego.

## Lista utworów
Wszystkie utwory skomponował Piotr Wójcicki.
1. Best Day in My Life
2. Silver Stardust
3. Moon City
4. Stories from Old Treasure Chest
5. Best Month for Birthday
6. News from Afar
7. Blue Stone
8. Best Month for Birthday (reprise)

## Wykonawcy
- Piotr Wójcicki - gitara elektryczna i akustyczna;
- Krzysztof Herdzin - instrumenty klawiszowe, fortepian; aranżacje, kierownictwo muzyczne
- Tomasz Kukurba - śpiew, altówka, flety;
- Robert Kubiszyn - gitara basowa;
- Cezary Konrad - instrumenty perkusyjne;
- Peter Łukaszewski - gitara elektryczna